# Isac von Krusenstierna
Isac von Krusenstierna (* 14. ledna 1998 Falun) je švédský reprezentant a mistr světa v orientačním běhu. Své první zlato získal ve sprintu na mistrovství světa 2021, které se konalo v České republice, když zvítězil v Terezíně před Kasperem Fosserem a Timem Robertsonem. Mezi jeho další úspěchy patří dvě stříbrné a dvě bronzové medaile z juniorských mistrovství světa z let 2016 a 2018 a jedna zlatá z mistrovství Evropy dorostu, které se konalo v roce 2015 v rumunské Kluži. V současnosti běhá za švédský klub OK Kåre.